# Codi convolucional

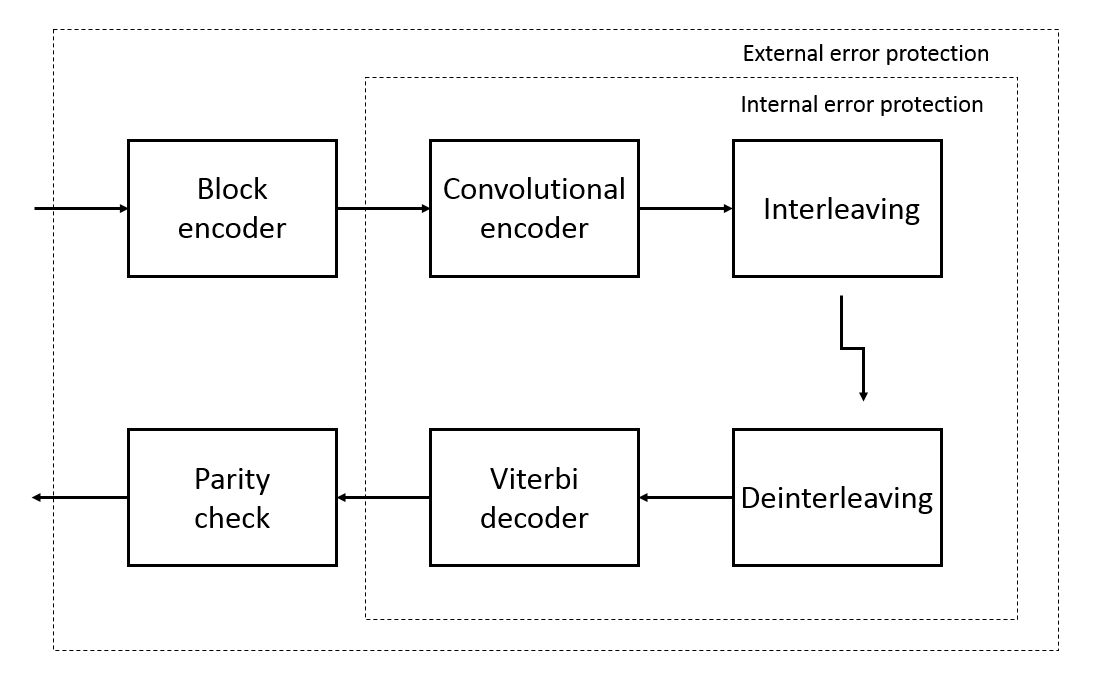
Etapes de codificació de canals en GSM. Codificador de blocs i verificació de paritat - part de detecció d'errors. Codificador convolucional i descodificador de Viterbi - part de correcció d'errors. Entrellaçat i desentrellaçat: la separació de paraules de codi augmenta en el domini del temps i per evitar distorsions explosives.

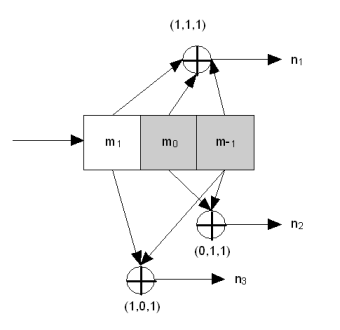
Img.1. Codificador convolucional no sistemàtic i no recursiu 1/3 amb una longitud de restricció 3.

En telecomunicacions, un codi convolucional és un tipus de codi de correcció d'errors que genera símbols de paritat mitjançant l'aplicació lliscant d'una funció polinòmica booleana a un flux de dades. L'aplicació lliscant representa la "convolució" del codificador sobre les dades, que dona lloc al terme "codificació convolucional". La naturalesa lliscant dels codis convolucionals facilita la descodificació de l'enreixat mitjançant un enreixat invariant en el temps. La descodificació d'enreixat invariant en el temps permet que els codis convolucionals siguin decodificats amb una decisió suau de màxima probabilitat amb una complexitat raonable.

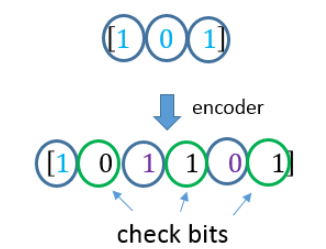
Una breu il·lustració del codi convolucional no sistemàtic.

La capacitat de realitzar una descodificació de decisions suaus de màxima probabilitat econòmica és un dels principals avantatges dels codis convolucionals. Això contrasta amb els codis de blocs clàssics, que generalment es representen per un enreixat variable en el temps i, per tant, normalment es descodifiquen amb una decisió difícil. Els codis convolucionals sovint es caracteritzen per la velocitat del codi base i la profunditat (o memòria) del codificador {\displaystyle [n,k,K]}. La taxa de codi base normalment es dona com a {\displaystyle n/k}, on n és la velocitat de dades d'entrada en brut i k és la velocitat de dades del flux codificat del canal de sortida. n és menor que k perquè la codificació del canal insereix redundància als bits d'entrada. La memòria sovint s'anomena "longitud de restricció" K, on la sortida és una funció de l'entrada actual així com de les {\displaystyle K-1} entrades prèvies. La profunditat també es pot donar com el nombre d'elements de memòria v en el polinomi o el nombre màxim possible d'estats del codificador (normalment : {\displaystyle 2^{v}}).